# Brani musicali di Dargen D'Amico
Questa pagina contiene l'elenco dei brani musicali del cantante/cantautore/rapper/produttore discografico/disc jockey/paroliere italiano Dargen D'Amico incisi nel corso della sua carriera, compresi collaborazioni con altri artisti, cover e demo.
| Anno | Titolo                                                                        | Durata    | Musica                                                                                 | Testo | Incisione                                                            | Note |
| ---- | ----------------------------------------------------------------------------- | --------- | -------------------------------------------------------------------------------------- | --- | -------------------------------------------------------------------- | --- |
| 1997 | Fuori dalla mischia                                                           | :         |                                                                                        | | DJ Enzo - Tutti x uno                                                | — |
| 1997 | Cani da sfida                                                                 | :         |                                                                                        | | Prodigio - The Royal Rumble                                          | — |
| 1998 | Nient'altro che                                                               | :         |                                                                                        | | Zippo - La mia strada                                                | — |
| 1999 | Mi hanno raccontato                                                           | :         |                                                                                        | | Big bang                                                             | — |
| 1999 | Buona la prima                                                                | :         |                                                                                        | | Big bang                                                             | — |
| 1999 | Bug a Boo Parody                                                              | :         |                                                                                        | | Cani da sfida                                                        | — |
| 2003 | Tana 2000                                                                     | 3:29      | Francesco Gaudesi                                                                      | Jacopo Matteo Luca D'Amico, Cosimo Fini e Luigi Florio                                                                            | Mi fist                                                              | — |
| 2005 | Uno, nessuno, centomila                                                       | :         |                                                                                        | | Revolutionary Hits 3                                                 | — |
| 2006 | Pater Noster introduttivo                                                     | 1:45      | Jacopo Matteo Luca D'Amico                                                             | Jacopo Matteo Luca D'Amico | Musica senza musicisti                                               | Mix e mastering: Frankie Gaudesi al G.Audio Lab |
| 2006 | Signora del lago o musica senza musicisti                                     | 5:13      | Jacopo Matteo Luca D'Amico                                                             | Jacopo Matteo Luca D'Amico | Musica senza musicisti                                               | Mix e mastering: Frankie Gaudesi al G.Audio Lab |
| 2006 | Home Made Cavei (con DJ Phra)                                                 | 1:38      | Francesco Barbaglia e Jacopo Matteo Luca D'Amico                                       | Francesco Barbaglia e Jacopo Matteo Luca D'Amico                                                                                  | Musica senza musicisti                                               | Mix e mastering: Frankie Gaudesi al G.Audio Lab |
| 2006 | Ricollocamento di un operaio                                                  | 1:48      | Jacopo Matteo Luca D'Amico                                                             | Jacopo Matteo Luca D'Amico | Musica senza musicisti                                               | Mix e mastering: Frankie Gaudesi al G.Audio Lab |
| 2006 | Corallo e vespe (con 2Fingerz)                                                | 3:24      | Daniele Lazzarin e Jacopo Matteo Luca D'Amico                                          | Daniele Lazzarin e Jacopo Matteo Luca D'Amico                                                                                     | Musica senza musicisti                                               | Mix e mastering: Frankie Gaudesi al G.Audio Lab |
| 2006 | Zafferano vulcano siciliano (con DJ Phra)                                     | 4:08      | Francesco Barbaglia e Jacopo Matteo Luca D'Amico                                       | Francesco Barbaglia e Jacopo Matteo Luca D'Amico                                                                                  | Musica senza musicisti                                               | Mix e mastering: Frankie Gaudesi al G.Audio Lab |
| 2006 | Non la 1 ma la 2 (con 2Fingerz)                                               | 2:46      | Daniele Lazzarin, Jacopo Matteo Luca D'Amico                                           | Daniele Lazzarin, Jacopo Matteo Luca D'Amico                                                                                      | Musica senza musicisti                                               | Mix e mastering: Frankie Gaudesi al G.Audio Lab |
| 2006 | Lo amore per tutti                                                            | 4:53      | Jacopo Matteo Luca D'Amico                                                             | Jacopo Matteo Luca D'Amico | Musica senza musicisti                                               | Mix e mastering: Frankie Gaudesi al G.Audio Lab |
| 2006 | Salv Army III                                                                 | 1:28      | Jacopo Matteo Luca D'Amico                                                             | Jacopo Matteo Luca D'Amico | Musica senza musicisti                                               | Mix e mastering: Frankie Gaudesi al G.Audio Lab |
| 2006 | Sqdr G7                                                                       | 4:41      | Jacopo Matteo Luca D'Amico                                                             | Jacopo Matteo Luca D'Amico | Musica senza musicisti                                               | Mix e mastering: Frankie Gaudesi al G.Audio Lab |
| 2006 | Prima fila Mississippi Remix                                                  | 4:03      | Francesco Gaudesi, Stefano Fonda e Jacopo Matteo Luca D'Amico                          | Francesco Gaudesi, Stefano Fonda e Jacopo Matteo Luca D'Amico                                                                     | Musica senza musicisti                                               | Mix e mastering: Frankie Gaudesi al G.Audio Lab |
| 2006 | Bobby's Back to Houston                                                       | 5:06      | Jacopo Matteo Luca D'Amico                                                             | Jacopo Matteo Luca D'Amico | Musica senza musicisti                                               | Mix e mastering: Frankie Gaudesi al G.Audio Lab |
| 2006 | Salendo sempre più (dentro te)                                                | 4:04      | Jacopo Matteo Luca D'Amico                                                             | Jacopo Matteo Luca D'Amico | Musica senza musicisti                                               | Mix e mastering: Frankie Gaudesi al G.Audio Lab |
| 2006 | Variazioni sul tema via Lessona                                               | 2:15      | Jacopo Matteo Luca D'Amico                                                             | Jacopo Matteo Luca D'Amico | Musica senza musicisti                                               | Mix e mastering: Frankie Gaudesi al G.Audio Lab |
| 2006 | Domenica Messina                                                              | 3:09      | Jacopo Matteo Luca D'Amico                                                             | Jacopo Matteo Luca D'Amico | Musica senza musicisti                                               | Mix e mastering: Frankie Gaudesi al G.Audio Lab |
| 2006 | La prima risposta (con Steno Fonda e Emiliano Pepe)                           | 3:59      | Stefano Fonda e Jacopo Matteo Luca D'Amico                                             | Stefano Fonda e Jacopo Matteo Luca D'Amico                                                                                        | Musica senza musicisti                                               | Mix e mastering: Frankie Gaudesi al G.Audio Lab |
| 2006 | La fedina penale                                                              | 1:17      | Jacopo Matteo Luca D'Amico                                                             | Jacopo Matteo Luca D'Amico | Musica senza musicisti                                               | Mix e mastering: Frankie Gaudesi al G.Audio Lab |
| 2006 | Quando la linea della vita risulta occupata                                   | 2:41      | Jacopo Matteo Luca D'Amico                                                             | Jacopo Matteo Luca D'Amico | Musica senza musicisti                                               | Mix e mastering: Frankie Gaudesi al G.Audio Lab |
| 2006 | Lunedì mestieri (con Emiliano Pepe)                                           | 3:12      | Jacopo Matteo Luca D'Amico                                                             | Jacopo Matteo Luca D'Amico | Musica senza musicisti                                               | Mix e mastering: Frankie Gaudesi al G.Audio Lab |
| 2006 | Zucchero luminoso                                                             | 3:06      | Jacopo Matteo Luca D'Amico                                                             | Jacopo Matteo Luca D'Amico | Musica senza musicisti                                               | Mix e mastering: Frankie Gaudesi al G.Audio Lab |
| 2006 | Tempo critico rilettura 2006                                                  | 1:56      | Jacopo Matteo Luca D'Amico                                                             | Jacopo Matteo Luca D'Amico | Musica senza musicisti                                               | Mix e mastering: Frankie Gaudesi al G.Audio Lab |
| 2006 | Ciccio (fammi una canna) (con Frankie Gaudesi)                                | 4:27      | Francesco Gaudesi                                                                      | Francesco Gaudesi | Musica senza musicisti                                               | Mix e mastering: Frankie Gaudesi al G.Audio Lab |
| 2006 | Commo una troia                                                               | 3:29      | Jacopo Matteo Luca D'Amico                                                             | Jacopo Matteo Luca D'Amico | Musica senza musicisti                                               | Mix e mastering: Frankie Gaudesi al G.Audio Lab |
| 2006 | The Sleepy Molotov (analità universale)                                       | 3:00      | Jacopo Matteo Luca D'Amico                                                             | Jacopo Matteo Luca D'Amico | Musica senza musicisti                                               | Mix e mastering: Frankie Gaudesi al G.Audio Lab |
| 2007 | Nchlinez                                                                      | 4:24      | Francesco Barbaglia e Andrea Fratangelo                                                | Jacopo Matteo Luca D'Amico e Francesco Barbaglia                                                                                  | Crookers Mixtape                                                     | — |
| 2008 | Un'altra chance                                                               | :         |                                                                                        | Alberto D'Ascola, Fabrizio Tarducci e Jacopo Matteo Luca D'Amico                                                                  | /                                                                    | — |
| 2008 | SMS alla Madonna                                                              | 3:18      | Jacopo Matteo Luca D'Amico, Francesco Gaudesi e Marco Zangirolami                      | Jacopo Matteo Luca D'Amico | Di vizi di forma virtù                                               | — |
| 2008 | Low Cash                                                                      | 4:06      | Francesco Barbaglia e Andrea Fratangelo                                                | Jacopo Matteo Luca D'Amico | Di vizi di forma virtù                                               | — |
| 2008 | Tra la noia e il valzer                                                       | 3:10      | Francesco Gaudesi                                                                      | Jacopo Matteo Luca D'Amico | Di vizi di forma virtù                                               | — |
| 2008 | Al meccano                                                                    | 3:29      | Francesco Gaudesi                                                                      | Jacopo Matteo Luca D'Amico | Di vizi di forma virtù                                               | — |
| 2008 | Ex contadino (con Two Fingerz)                                                | 5:23      | Jacopo Matteo Luca D'Amico, Riccardo Garifo e Daniele Lazzarin                         | Jacopo Matteo Luca D'Amico, Riccardo Garifo e Daniele Lazzarin                                                                    | Di vizi di forma virtù                                               | — |
| 2008 | Passerà al bar (Il padre beve) (con Sewit Villa)                              | 3:27      | Jacopo Matteo Luca D'Amico, Steno Fonda, Riccardo Garifo e Daniele Lazzarin            | Jacopo Matteo Luca D'Amico | Di vizi di forma virtù                                               | — |
| 2008 | In alcune zone del mondo                                                      | 3:56      | Jacopo Matteo Luca D'Amico, Francesco Gaudesi e Marco Zangirolami                      | Jacopo Matteo Luca D'Amico | Di vizi di forma virtù                                               | — |
| 2008 | Arrivi stai scomodo e te ne vai                                               | 3:16      | Marco Boscarino e Marco Zangirolami                                                    | Jacopo Matteo Luca D'Amico | Di vizi di forma virtù                                               | — |
| 2008 | Show Me Love (con Two Fingerz)                                                | 4:04      | Paolo Iannattone e Daniele Lazzarin                                                    | Jacopo Matteo Luca D'Amico e Daniele Lazzarin                                                                                     | Di vizi di forma virtù                                               | — |
| 2008 | Pubblicittà (con Sewit Villa)                                                 | 3:54      | Jacopo Matteo Luca D'Amico e Paolo Iannattone                                          | Jacopo Matteo Luca D'Amico | Di vizi di forma virtù                                               | — |
| 2008 | Alì il thailandese                                                            | 3:07      | Jacopo Matteo Luca D'Amico, Francesco Barbaglia e Andrea Fratangelo                    | Jacopo Matteo Luca D'Amico | Di vizi di forma virtù                                               | — |
| 2008 | Qualche rima                                                                  | 2:52      | Jacopo Matteo Luca D'Amico e Francesco Gaudesi                                         | Jacopo Matteo Luca D'Amico | Di vizi di forma virtù                                               | — |
| 2008 | Anche se dite no (con Two Fingerz)                                            | 4:21      | Riccardo Garifo e Daniele Lazzarin                                                     | Jacopo Matteo Luca D'Amico e Daniele Lazzarin                                                                                     | Di vizi di forma virtù                                               | — |
| 2008 | Tike Restoran                                                                 | 3:53      | Francesco Barbaglia                                                                    | Jacopo Matteo Luca D'Amico | Di vizi di forma virtù                                               | — |
| 2008 | La banana frullata                                                            | 3:19      | Francesco Barbaglia e Andrea Fratangelo                                                | Jacopo Matteo Luca D'Amico | Di vizi di forma virtù                                               | — |
| 2008 | Sul carro pt. 1 (con Emiliano Pepe)                                           | 3:05      | Jacopo Matteo Luca D'Amico                                                             | Jacopo Matteo Luca D'Amico | Di vizi di forma virtù                                               | — |
| 2008 | La ruota                                                                      | 2:42      | Jacopo Matteo Luca D'Amico                                                             | Jacopo Matteo Luca D'Amico | Di vizi di forma virtù                                               | — |
| 2008 | Ci ricamo sopra (con Daniele Vit)                                             | 3:06      | Jacopo Matteo Luca D'Amico                                                             | Jacopo Matteo Luca D'Amico | Di vizi di forma virtù                                               | — |
| 2008 | Limitato dal poeta                                                            | 3:57      | Jacopo Matteo Luca D'Amico                                                             | Jacopo Matteo Luca D'Amico | Di vizi di forma virtù                                               | — |
| 2008 | Di vizi di forma virtù                                                        | 3:55      | Jacopo Matteo Luca D'Amico e Paolo Iannattone                                          | Jacopo Matteo Luca D'Amico | Di vizi di forma virtù                                               | — |
| 2008 | Per Elsa                                                                      | 2:07      | Jacopo Matteo Luca D'Amico                                                             | Jacopo Matteo Luca D'Amico | Di vizi di forma virtù                                               | — |
| 2008 | Il rap per me                                                                 | 4:52      | Jacopo Matteo Luca D'Amico                                                             | Jacopo Matteo Luca D'Amico | Di vizi di forma virtù                                               | — |
| 2008 | C.S.A. gode                                                                   | 3:06      | Jacopo Matteo Luca D'Amico                                                             | Jacopo Matteo Luca D'Amico | Di vizi di forma virtù                                               | — |
| 2008 | Origami Love                                                                  | 2:03      | Jacopo Matteo Luca D'Amico                                                             | Jacopo Matteo Luca D'Amico | Di vizi di forma virtù                                               | — |
| 2008 | Come l'Italia e San Marino                                                    | 5:07      | Jacopo Matteo Luca D'Amico                                                             | Jacopo Matteo Luca D'Amico | Di vizi di forma virtù                                               | — |
| 2008 | Mama m'ama                                                                    | 1:31      | Jacopo Matteo Luca D'Amico                                                             | Jacopo Matteo Luca D'Amico | Di vizi di forma virtù                                               | — |
| 2008 | Mar do alvo                                                                   | 1:23      | Jacopo Matteo Luca D'Amico                                                             | Jacopo Matteo Luca D'Amico | Di vizi di forma virtù                                               | — |
| 2008 | Moderata crisi (con Emiliano Pepe)                                            | 3:05      | Jacopo Matteo Luca D'Amico                                                             | Jacopo Matteo Luca D'Amico | Di vizi di forma virtù                                               | — |
| 2008 | Prima che (con Daniele Vit)                                                   | 3:48      | Jacopo Matteo Luca D'Amico                                                             | Jacopo Matteo Luca D'Amico | Di vizi di forma virtù                                               | — |
| 2008 | E sacrifici                                                                   | 4:05      | Jacopo Matteo Luca D'Amico e Marco Zangirolami                                         | Jacopo Matteo Luca D'Amico | Di vizi di forma virtù                                               | — |
| 2008 | La divisione del lavoro                                                       | 3:11      | Jacopo Matteo Luca D'Amico                                                             | Jacopo Matteo Luca D'Amico | Di vizi di forma virtù                                               | — |
| 2008 | Un grande pregio (Delle Boy Band)                                             | 2:06      | Jacopo Matteo Luca D'Amico                                                             | Jacopo Matteo Luca D'Amico | Di vizi di forma virtù                                               | — |
| 2008 | Il cielo dei ricchi                                                           | 4:22      | Jacopo Matteo Luca D'Amico                                                             | Jacopo Matteo Luca D'Amico | Di vizi di forma virtù                                               | — |
| 2008 | I Love You but It Hurts                                                       | 6:33      | Jacopo Matteo Luca D'Amico                                                             | Jacopo Matteo Luca D'Amico | Di vizi di forma virtù                                               | — |
| 2008 | Sul carro pt. 2 (con Emiliano Pepe)                                           | 2:55      | Jacopo Matteo Luca D'Amico ed Emiliano Pepe                                            | Jacopo Matteo Luca D'Amico | Di vizi di forma virtù                                               | — |
| 2009 | Giorno'n'nite                                                                 | 3:50      | Francesco Barbagia e Andrea Fratangelo                                                 | Jacopo Matteo Luca D'Amico e Two Fingerz                                                                                          | /                                                                    | — |
| 2009 | Buone maniere (The Big Salt Water Clock Remix)                                | :         |                                                                                        | | /                                                                    | — |
| 2009 | Fiori nei cannoni                                                             | 3:31      | Riccardo Garifo                                                                        | Daniele Lazzarin e Jacopo Matteo Luca D'Amico                                                                                     | Il disco finto                                                       | — |
| 2009 | Regina del quartiere                                                          | :         |                                                                                        | | Rubo presenta: Radio Rade                                            | — |
| 2009 | Natale Exclusive                                                              | :         |                                                                                        | | /                                                                    | — |
| 2009 | Dovresti dormire                                                              | 3:27      |                                                                                        | Jacopo Matteo Luca D'Amico | Poweri                                                               | — |
| 2009 | Sassi dal cavalcavia                                                          | 4:43      | Riccardo Garifo                                                                        | Daniele Lazzarin, Jacopo Matteo Luca D'Amico e Alessandro Vacca                                                                   | Non prima delle 6:10                                                 | — |
| 2009 | Via vai                                                                       | 4:19      | Stefano Breda                                                                          | Fabrizio Tarducci e Jacopo Matteo Luca D'Amico                                                                                    | Chi vuole essere Fabri Fibra?                                        | — |
| 2010 | Birthday Bash                                                                 | :         |                                                                                        | Crookers, The Very Best & Marina                                                                                                  | Tons of Friends                                                      | — |
| 2010 | Dose di pace                                                                  | :         |                                                                                        | Jimmy Spinelli, Luigi Pecora e Daniele Lazzarin                                                                                   | Sogni d'oro                                                          | — |
| 2010 | Nel mio disco                                                                 | 4:05      | Riccardo Garifo                                                                        | Fabrizio Tarducci e Jacopo Matteo Luca D'Amico                                                                                    | Quorum                                                               | — |
| 2010 | Insensibile                                                                   | 4:19      | Oladipo Omishore                                                                       | Fabrizio Tarducci e Jacopo Matteo Luca D'Amico                                                                                    | Controcultura                                                        | — |
| 2010 | Blu                                                                           | 3:57      |                                                                                        | Two Fingerz | Il disco nuovo/Il disco volante                                      | — |
| 2010 | Nessuno ascolta (na nana nana)                                                | 3:38      |                                                                                        | Two Fingerz | Il disco nuovo/Il disco volante                                      | — |
| 2010 | Buffo                                                                         | 4:19      |                                                                                        | Two Fingerz e Sewit Villa | Il disco nuovo/Il disco volante                                      | — |
| 2010 | Puttana                                                                       | 3:35      |                                                                                        | Two Fingerz | Il disco nuovo/Il disco volante                                      | — |
| 2010 | Credi che t'amo                                                               | 3:50      |                                                                                        | Two Fingerz | Il disco nuovo/Il disco volante                                      | — |
| 2010 | Automatico                                                                    | 4:00      |                                                                                        | Two Fingerz | Il disco nuovo/Il disco volante                                      | — |
| 2010 | Erba                                                                          | 4:06      |                                                                                        | Two Fingerz | Il disco nuovo/Il disco volante                                      | — |
| 2010 | Reverse                                                                       | 4:25      |                                                                                        | Two Fingerz | Il disco nuovo/Il disco volante                                      | — |
| 2010 | Colori                                                                        | 3:45      |                                                                                        | Power Francers | Power Francers                                                       | — |
| 2010 | Giurami che ci sei                                                            | 4:49      | Emiliano Pepe e Stefano Lucarelli                                                      | Jacopo Matteo Luca D'Amico ed Emiliano Pepe                                                                                       | Il colore dei suoni                                                  | — |
| 2010 | Bere una cosa                                                                 | 4:57      | Jacopo Matteo Luca D'Amico e Marco Zangirolami                                         | Jacopo Matteo Luca D'Amico | CD'                                                                  | Mix e mastering: Marco Zangirolami |
| 2010 | Nessuno parla più (feat. Danti & Fabri Fibra) – prod. Roofio                  | 4:54      | Massimiliano Dagani, Fabrizio Tarducci e Marco Zangirolami                             | Jacopo Matteo Luca D'Amico, Daniele Lazzarin e Fabrizio Tarducci                                                                  | CD'                                                                  | Mix e mastering: Marco Zangirolami |
| 2010 | Perché non sai mai (quel che ti capita)                                       | 6:45      | Jacopo Matteo Luca D'Amico e Marco Zangirolami                                         | Jacopo Matteo Luca D'Amico | CD'                                                                  | Mix e mastering: Marco Zangirolami |
| 2010 | Malpensandoti                                                                 | 5:34      | Jacopo Matteo Luca D'Amico e Marco Zangirolami                                         | Jacopo Matteo Luca D'Amico | CD'                                                                  | Mix e mastering: Marco Zangirolami |
| 2010 | Van Damme (Saddam) – prod. Danti                                              | 4:15      | Yves Agbessa, Jacopo Matteo Luca D'Amico e Daniele Lazzarin                            | Jacopo Matteo Luca D'Amico | CD'                                                                  | Mix e mastering: Marco Zangirolami |
| 2010 | Prendi per mano D'Amico                                                       | 4:12      |                                                                                        | Jacopo Matteo Luca D'Amico | CD'                                                                  | Mix e mastering: Marco Zangirolami |
| 2010 | Ma dove vai (Veronica)                                                        | 3:31      | Jacopo Matteo Luca D'Amico e Marco Zangirolami                                         | Jacopo Matteo Luca D'Amico | CD'                                                                  | Mix e mastering: Marco Zangirolami |
| 2010 | Odio volare (feat. Daniele Vit)                                               | 3:11      | Jacopo Matteo Luca D'Amico e Marco Zangirolami                                         | Jacopo Matteo Luca D'Amico | CD'                                                                  | Mix e mastering: Marco Zangirolami |
| 2010 | Anche se il mondo ha                                                          | 6:50      | Jacopo Matteo Luca D'Amico e Marco Zangirolami                                         | Jacopo Matteo Luca D'Amico | CD'                                                                  | Mix e mastering: Marco Zangirolami |
| 2010 | D' cuore (D'Amico d'amore)                                                    | 5:09      | Jacopo Matteo Luca D'Amico e Marco Zangirolami                                         | Jacopo Matteo Luca D'Amico | CD'                                                                  | Mix e mastering: Marco Zangirolami |
| 2010 | L'amore è quell'intertempo                                                    | 4:11      | Jacopo Matteo Luca D'Amico e Marco Zangirolami                                         | Jacopo Matteo Luca D'Amico | CD'                                                                  | Mix e mastering: Marco Zangirolami |
| 2010 | In loop (la forma di un cuore) (feat. Two Fingerz)                            | 3:33      | Jacopo Matteo Luca D'Amico e Riccardo Garifo                                           | Jacopo Matteo Luca D'Amico e Daniele Lazzarin                                                                                     | CD'                                                                  | Mix e mastering: Marco Zangirolami |
| 2010 | Mi piacciono le donne (feat. Crookers)                                        | 3:19      | Francesco Barbaglia, Jacopo Matteo Luca D'Amico e Andrea Fratangelo                    | Jacopo Matteo Luca D'Amico | CD'                                                                  | Mix e mastering: Marco Zangirolami |
| 2010 | Briciole colorate                                                             | 5:55      | Jacopo Matteo Luca D'Amico e Marco Zangirolami                                         | Jacopo Matteo Luca D'Amico | CD'                                                                  | Mix e mastering: Marco Zangirolami |
| 2010 | Mi piacciono le donne (Cheesy Manolos Remix)                                  | 3:28      |                                                                                        | Jacopo Matteo Luca D'Amico | CD'                                                                  | Mix e mastering: Marco Zangirolami |
| 2011 | La trappola più antica                                                        | :         |                                                                                        | Fog Prison (Braka, Pablo, Ide) | Fiero Prigioniero                                                    | — |
| 2011 | La cassa spinge (Dumbblonde feat. Dargen D'Amico e Luckybeard)                | :         |                                                                                        | Luckybeard (Phra) e Dumbblonde | Fino A Sera (EP)                                                     | — |
| 2011 | Guarda bene                                                                   | 4:19      |                                                                                        | Luigi Florio, Pablo Miguel Lombroni Capalbo, Jacopo Matteo Luca D'Amico, Francesco Occhiofino, Agostino Migliore e Marco Pitrelli | Thori & Rocce                                                        | — |
| 2011 | L'albatro                                                                     | :         |                                                                                        | Fabio Bartolo Rizzo e Tarek Iurcich                                                                                               | Roccia Music II                                                      | — |
| 2011 | Disco Tropical                                                                | :         |                                                                                        | Fratelli Calafuria | Musica rovinata                                                      | — |
| 2011 | Tranne te (ExtraRemix)                                                        | :         |                                                                                        | Fabrizio Tarducci e Fabio Bartolo Rizzo                                                                                           | Tranne te (rap futuristico)                                          | — |
| 2011 | Pioverà benza                                                                 | :         |                                                                                        | Useless Wooden Toys | Piatto forte                                                         | — |
| 2011 | Chiusi a chiave                                                               | :         |                                                                                        | 3 Is a Crowd feat. Tommaso Cerasuolo                                                                                              | /                                                                    | — |
| 2012 | Allenatichefabene Remix                                                       | :         |                                                                                        | Massimo Riva | Allenatichefabene                                                    | — |
| 2012 | Senza che nulla cambi                                                         | 3:50      |                                                                                        | Roberta Mogliotti e Jacopo Matteo Luca D'Amico                                                                                    | Elettra e Calliope                                                   | — |
| 2012 | Pac Man                                                                       | 3:55      |                                                                                        | Two Fingerz | Mouse Music                                                          | — |
| 2012 | I've Got a DJ in My Bag                                                       | 4:12/5:27 | F. Sortino, M. Bellarossa, S. Paleari, Jacopo Matteo Luca D'Amico e Valentine Ferrari  | F. Sortino, M. Bellarossa, S. Paleari, Jacopo Matteo Luca D'Amico e Valentine Ferrari                                             | I've Got a DJ in My Bag                                              | — |
| 2012 | Nostalgia istantanea                                                          | 18:10     | Jacopo Matteo Luca D'Amico ed Emiliano Pepe                                            | Jacopo Matteo Luca D'Amico | Nostalgia istantanea                                                 | Registrazione e mixing: Ada Michelle Mastering: Sam John |
| 2012 | Variazioni sul tema nostalgia istantanea                                      | 20:40     | Jacopo Matteo Luca D'Amico - Produzione: Ada Michelle                                  | Jacopo Matteo Luca D'Amico - Produzione: Ada Michelle                                                                             | Nostalgia istantanea                                                 | Registrazione e mixing: Ada Michelle Mastering: Sam John |
| 2012 | Hanno ucciso l'Uomo Ragno                                                     | 4:53      | Massimo Pezzali, Mauro Repetto e Pier Paolo Peroni                                     | Jacopo Matteo Luca D'Amico, Massimo Pezzali e Mauro Repetto                                                                       | Hanno ucciso l'Uomo Ragno 2012                                       | — |
| 2012 | Colori                                                                        | :         |                                                                                        | Power Francers | Power Francers                                                       | — |
| 2013 | Continua a correre                                                            | 3:13      | Jacopo Matteo Luca D'Amico, Manfredi Tumminello e Marco Zangirolami                    | Jacopo Matteo Luca D'Amico | Vivere aiuta a non morire                                            | Mastering: Cass Irvine |
| 2013 | Ragazza sbagliata                                                             | 2:55      | Simone Benussi e Vincenzo Catanzaro                                                    | Federico Leonardo Lucia e Jacopo Matteo Luca D'Amico                                                                              | Sig. Brainwash - L'arte di accontentare                              | — |
| 2013 | Siamo tutti uguali (con Andrea Volontè)                                       | 3:54      | Jacopo Matteo Luca D'Amico, Andrea Fratangelo, Andrea Volontè e Marco Zangirolami      | Jacopo Matteo Luca D'Amico e Andrea Volontè                                                                                       | Vivere aiuta a non morire                                            | Mastering: Cass Irvine |
| 2013 | L'amore a modo mio (con J-Ax)                                                 | 3:46      | Riccardo Garifo, Sabino Alberto Di Molfetta, Paolo Zavallone, Celso Valli              | Jacopo Matteo Luca D'Amico, Alessandro Aleotti e Bruno Pallesi                                                                    | Vivere aiuta a non morire                                            | Mastering: Cass Irvine |
| 2013 | Un fan in Basilicata (Almeno)                                                 | 3:46      | Jacopo Matteo Luca D'Amico, Valentino Martina e Giuseppe Delli Santi                   | Jacopo Matteo Luca D'Amico | Vivere aiuta a non morire                                            | Mastering: Sam John |
| 2013 | V V                                                                           | 3:57      | Jacopo Matteo Luca D'Amico                                                             | Jacopo Matteo Luca D'Amico | Vivere aiuta a non morire                                            | Mastering: Cass Irvine |
| 2013 | Due come noi (con Max Pezzali)                                                | 3:35      | Massimo Pezzali e Marco Zangirolami                                                    | Jacopo Matteo Luca D'Amico e Massimo Pezzali                                                                                      | Vivere aiuta a non morire                                            | Mastering: Antonio Baglio |
| 2013 | Bocciofili (con Fedez e Mistico)                                              | 4:02      | Luigi Barone e Jacopo Cislaghi                                                         | Jacopo Matteo Luca D'Amico e Federico Leonardo Lucia                                                                              | Vivere aiuta a non morire                                            | Mastering: Cass Irvine |
| 2013 | Lorenzo De' Medici                                                            | 3:32      | Jacopo Matteo Luca D'Amico                                                             | Jacopo Matteo Luca D'Amico | Vivere aiuta a non morire                                            | Mastering: Cass Irvine |
| 2013 | Il ginocchio (con J-Ax)                                                       | 3:10      | Riccardo Garifo                                                                        | Jacopo Matteo Luca D'Amico e Alessandro Aleotti                                                                                   | Vivere aiuta a non morire                                            | Mastering: Cass Irvine |
| 2013 | Il cubo (Fondamentalmente) (con Two Fingerz)                                  | 3:02      | Jacopo Matteo Luca D'Amico, Riccardo Garifo e Luigi Barone                             | Jacopo Matteo Luca D'Amico e Daniele Lazzarin                                                                                     | Vivere aiuta a non morire                                            | Mastering: Cass Irvine |
| 2013 | A meno di te (con Michelle Lily)                                              | 3:04      | Jacopo Matteo Luca D'Amico, Marco Zangirolami, Massimiliano Dagani e Alessio Stoppioni | Jacopo Matteo Luca D'Amico | Vivere aiuta a non morire                                            | Mastering: Cass Irvine |
| 2013 | Sincero/Sincera (Seconda stesura)                                             | 2:31      | Luca D'Angelo e Matteo Soru                                                            | Jacopo Matteo Luca D'Amico | Vivere aiuta a non morire                                            | Mastering: Cass Irvine |
| 2013 | Il corriere in controsenso (con Andrea Volontè)                               | 3:14      | Stefano Breda, Mirko Bertuccioli ed Enrico Liverani                                    | Jacopo Matteo Luca D'Amico | Vivere aiuta a non morire                                            | Mastering: Cass Irvine |
| 2013 | L'Italia è una                                                                | 3:00      | Jacopo Matteo Luca D'Amico e Marco Zangirolami                                         | Jacopo Matteo Luca D'Amico | Vivere aiuta a non morire                                            | Mastering: Cass Irvine |
| 2013 | Con te (con i Perturbazione)                                                  | 3:37      | Cristiano Lo Mele, Rossano Lo Mele e Tommaso Cerasuolo                                 | Jacopo Matteo Luca D'Amico e Tommaso Cerasuolo                                                                                    | Vivere aiuta a non morire                                            | Mastering: Cass Irvine |
| 2013 | Il presidente                                                                 | 5:04      | Marco Zangirolami                                                                      | Jacopo Matteo Luca D'amico | Vivere aiuta a non morire                                            | Mastering: Cass Irvine |
| 2013 | È già (con Enrico Ruggeri)                                                    | 2:49      | Enrico Ruggeri e Marco Zangirolami                                                     | Jacopo Matteo Luca D'Amico ed Enrico Ruggeri                                                                                      | Vivere aiuta a non morire                                            | Mastering: Cass Irvine |
| 2013 | Continua a correre (feat. Andrea Nardinocchi) (Zen Marque Remix)              | 3:04      |                                                                                        | Jacopo Matteo Luca D'Amico | Vivere aiuta a non morire (versione digitale)                        | — |
| 2013 | Il promemoria (20/12/2012)                                                    | 4:09      |                                                                                        | | Vivere aiuta a non morire (versione digitale)                        | — |
| 2013 | Hit da 5 minuti (feat. Two Fingerz)                                           | 3:48      |                                                                                        | | Vivere aiuta a non morire (versione digitale)                        | — |
| 2013 | Un posto per D'Amico (feat. Andrea Nardinocchi)                               | 3:54      |                                                                                        | Andrea Nardinocchi e Jacopo Matteo Luca D'Amico                                                                                   | Vivere aiuta a non morire (versione deluxe)                          | — |
| 2013 | Fior Fiorello                                                                 | 6:39      |                                                                                        | Jacopo Matteo Luca D'Amico | Vivere aiuta a non morire (versione deluxe)                          | — |
| 2013 | Cani bionici (Technotitlan)                                                   | 3:46      | Pier Enrico Ruggeri e Marco Zangirolami                                                | Jacopo Matteo Luca D'Amico e Pier Enrico Ruggeri                                                                                  | Il secchio e il mare                                                 | — |
| 2013 | (I commenti su) YouTube                                                       | 3:14      | Alessandro Civitelli                                                                   | Alessandro Civitelli e Jacopo Matteo Luca D'Amico                                                                                 | Leaks                                                                | — |
| 2013 | Quella giusta per te                                                          | 3:16      | Stefano Fontana                                                                        | | Boom!                                                                | — |
| 2013 | House Animals                                                                 | 3:53      | Giuseppe Delli Santi e Valentino Martina                                               | Jacopo Matteo Luca D'Amico, Giuseppe Delli Santi e Valentino Martina                                                              | Primitive                                                            | — |
| 2014 | Grazie a nessuno                                                              | 3:23      | Andrea Pugliese e Marco Zangirolami                                                    | Andrea Pugliese, Jacopo Matteo Luca D'Amico, Marco Zangirolami e Nicholas Fantini                                                 | Non Lo So                                                            | — |
| 2014 | Facile                                                                        | 3:19      |                                                                                        | Andrea Pugliese, Marco Zangirolami, Jacopo Matteo Luca D'Amico, Pat Mastelotto e Raffaello Canu                                   | Non Lo So                                                            | — |
| 2014 | Sabato animale 2014                                                           | 5:17      | Roberto Vernetti                                                                       | Rosalino Cellamare e Jacopo Matteo Luca D'Amico                                                                                   | Un abbraccio unico                                                   | — |
| 2014 | Gaia e la balena                                                              | 3:33      | Omar Edoardo Pedrini                                                                   | Omar Edoardo Pedrini e Jacopo Matteo Luca D'Amico                                                                                 | Che ci vado a fare a Londra?                                         | — |
| 2014 | Ottavia                                                                       | 4:03      | Jacopo Matteo Luca D'Amico                                                             | Jacopo Matteo Luca D'Amico | L'ottavia                                                            | Mixato da Marco Zangirolami |
| 2014 | È troppo facile innamorarsi                                                   | 3:44      | Jacopo Matteo Luca D'Amico                                                             | Jacopo Matteo Luca D'Amico | L'ottavia                                                            | Mixato da Marco Zangirolami |
| 2014 | Mahler                                                                        | 3:33      | Jacopo Matteo Luca D'Amico                                                             | Jacopo Matteo Luca D'Amico | L'ottavia                                                            | Mixato da Marco Zangirolami |
| 2014 | Cattivi                                                                       | 5:37      | Jacopo Matteo Luca D'Amico                                                             | Jacopo Matteo Luca D'Amico | L'ottavia                                                            | Mixato da Marco Zangirolami |
| 2014 | Miniere                                                                       | 4:24      | Jacopo Matteo Luca D'Amico                                                             | Jacopo Matteo Luca D'Amico | L'ottavia                                                            | Mixato da Marco Zangirolami |
| 2014 | Ode con creta                                                                 | 4:21      | Jacopo Matteo Luca D'Amico e Tommaso Garofalo                                          | Jacopo Matteo Luca D'Amico | L'ottavia                                                            | Mixato da Marco Zangirolami |
| 2014 | Ode in volontaria                                                             | 3:22      | Diego Montinaro e Marco Zangirolami                                                    | Jacopo Matteo Luca D'Amico | L'ottavia                                                            | Mixato da Marco Zangirolami |
| 2014 | Una ragione, un segno                                                         | 3:01      | Marco Zangirolami ed Emiliano Pepe                                                     | Jacopo Matteo Luca D'Amico | L'ottavia                                                            | Mixato da Marco Zangirolami |
| 2014 | Acappella introduttiva (Bonus Track)                                          | 14:05     |                                                                                        | | L'ottavia                                                            | Mixato da Marco Zangirolami |
| 2014 | Ode in volontaria (Versione Demo) (Bonus Track)                               | 4:52      | Jacopo Matteo Luca D'Amico                                                             | Jacopo Matteo Luca D'Amico | L'ottavia                                                            | Mixato da Marco Zangirolami |
| 2014 | E fa bene                                                                     | 3:35      | Luca Pace                                                                              | Jacopo Matteo Luca D'Amico e Luca Pace                                                                                            | Zero Kills                                                           | — |
| 2014 | Amo Milano                                                                    | 4:02      | Uche Ebele, Obie Ebele e Marco Zangirolami                                             | Jacopo Matteo Luca D'Amico | D'io                                                                 | Mastering: Sam John |
| 2015 | La mia generazione                                                            | 3:39      | Jacopo Matteo Luca D'Amico e Marco Zangirolami                                         | Jacopo Matteo Luca D'Amico | D'io                                                                 | Mastering: Sam John |
| 2015 | Modigliani                                                                    | 3:41      | Jacopo Matteo Luca D'Amico e Marco Zangirolami                                         | Jacopo Matteo Luca D'Amico | D'io                                                                 | Mastering: Sam John |
| 2015 | La lobby dei semafori                                                         | 4:09      | Jacopo Matteo Luca D'Amico e Alessio Buso                                              | Jacopo Matteo Luca D'Amico | D'io                                                                 | Mastering: Sam John |
| 2015 | Las Vegas Honey Moon                                                          | 3:32      | Jacopo Matteo Luca D'Amico e Lorenzo Buso                                              | Jacopo Matteo Luca D'Amico | D'io                                                                 | Mastering: Sam John |
| 2015 | Crassi                                                                        | 4:35      | Jacopo Matteo Luca D'Amico, Matty Trump e Andrea Alexander                             | Jacopo Matteo Luca D'Amico | D'io                                                                 | Mastering: Sam John |
| 2015 | Amico immaginario                                                             | 3:09      | Jacopo Matteo Luca D'Amico e Diego Montinaro                                           | Jacopo Matteo Luca D'Amico | D'io                                                                 | Mastering: Sam John |
| 2015 | La mia donna dice                                                             | 3:30      | Jacopo Matteo Luca D'Amico e Marco Zangirolami                                         | Jacopo Matteo Luca D'Amico | D'io                                                                 | Mastering: Sam John |
| 2015 | Io, quello che credo                                                          | 3:30      | Jacopo Matteo Luca D'Amico                                                             | Jacopo Matteo Luca D'Amico | D'io                                                                 | Mastering: Sam John |
| 2015 | Parenti                                                                       | 4:12      | Jacopo Matteo Luca D'Amico                                                             | Jacopo Matteo Luca D'Amico | D'io                                                                 | Mastering: Sam John |
| 2015 | Lunedì chiuso                                                                 | 2:27      | Jacopo Matteo Luca D'Amico                                                             | Jacopo Matteo Luca D'Amico | D'io                                                                 | Mastering: Sam John |
| 2015 | L'universo non muore mai                                                      | 4:17      | Jacopo Matteo Luca D'Amico                                                             | Jacopo Matteo Luca D'Amico | D'io                                                                 | Mastering: Sam John |
| 2015 | Essere non è da me                                                            | 4:03      | Jacopo Matteo Luca D'Amico e Marco Zangirolami                                         | Jacopo Matteo Luca D'Amico | D'io                                                                 | Mastering: Sam John |
| 2015 | Primitivi                                                                     | 3:16      | Marco Zangirolami e Fausto Zanardelli                                                  | Jacopo Matteo Luca D'Amico, Fausto Zanardelli e Marco Zangirolami                                                                 | Preistorie di tutti i giorni                                         | — |
| 2015 | Genio Dentro                                                                  | 3:40      | Luca Patarnello                                                                        | Edoardo "Duccio" Nazari e Jacopo Matteo Luca D'Amico                                                                              | Diecimila Lire                                                       | — |
| 2015 | Adolescenza K.O. (Edipo feat. Dargen D'Amico)                                 | 3:36      | Fausto Zanardelli                                                                      | Jacopo Matteo Luca D'Amico e Fausto Zanardelli                                                                                    | Preistorie di tutti i giorni                                         | — |
| 2015 | Neve                                                                          | 2:45      | Riccardo Garifo e Daniele Lazzarin                                                     | Jacopo Matteo Luca D'Amico, Daniele Lazzarin e Riccardo Garifo                                                                    | La tecnica Bukowski                                                  | — |
| 2016 | Che ore sono                                                                  | 4:00      | Diego Montinaro                                                                        | Jacopo Matteo Luca D'Amico, Diego Montinaro e Salvatore Camedda                                                                   | Come 11 secondi                                                      | — |
| 2016 | Levante                                                                       | 4:30      | Davide Cobbe ed Emanuele Franco                                                        | Jacopo Matteo Luca D'Amico, Alessio Mariani e Gianluca Picariello                                                                 | L'uomo che viaggiava nel vento e altri racconti di brezze e correnti | — |
| 2016 | Cura di me                                                                    | 4:00      | Domenico Pisani                                                                        | Jacopo Matteo Luca D'Amico, Daycol Emidio Orsini ed Edoardo Nazari                                                                | Fino A Qui (EP)                                                      | — |
| 2017 | Ossessione Baudelaire                                                         | 3:27      |                                                                                        | Jacopo Matteo Luca D'Amico e Gabriele Finotti                                                                                     | L'uomo dalle 12 dita                                                 | — |
| 2017 | Le squadre                                                                    | 3:06      | Jacopo Matteo Luca D'Amico                                                             | Jacopo Matteo Luca D'Amico | Variazioni                                                           | - Edizioni Giada Mesi - Vibrafono: Sebastiano De Gennaro - Percussioni: Daniele Plentz e Sebastiano De Gennaro - Missaggio: Marco Zangirolami - Mastering: Joe Lambert |
| 2017 | L'altra                                                                       | 2:53      | Jacopo Matteo Luca D'Amico e Isabella Turso                                            | Jacopo Matteo Luca D'Amico | Variazioni                                                           | - Missaggio: Marco Zangirolami - Mastering: Joe Lambert |
| 2017 | Ama noi                                                                       | 3:40      | Jacopo Matteo Luca D'Amico                                                             | Jacopo Matteo Luca D'Amico | Variazioni                                                           | - Missaggio: Marco Zangirolami - Mastering: Joe Lambert |
| 2017 | La mia testa prima di me (variazione sul tema "prima fila Mississippi")       | 3:41      | Jacopo Matteo Luca D'Amico e Isabella Turso                                            | Jacopo Matteo Luca D'Amico | Variazioni                                                           | - Missaggio: Marco Zangirolami - Mastering: Joe Lambert |
| 2017 | Cambiare me                                                                   | 4:06      | Jacopo Matteo Luca D'Amico e Isabella Turso                                            | Jacopo Matteo Luca D'Amico | Variazioni                                                           | - Missaggio: Marco Zangirolami - Mastering: Joe Lambert |
| 2017 | Ma è un sogno (variazione sul tema "arrivi e stai scomodo e te ne vai")       | 2:56      | Marco Boscarino, Isabella Turso e Marco Zangirolami                                    | Jacopo Matteo Luca D'Amico | Variazioni                                                           | - Missaggio: Marco Zangirolami - Mastering: Joe Lambert |
| 2017 | Le file per fare l'amore (variazione sul tema "prendi per mano")              | 3:14      | Jacopo Matteo Luca D'Amico, Isabella Turso e Marco Zangirolami                         | Jacopo Matteo Luca D'Amico | Variazioni                                                           | - Missaggio: Marco Zangirolami - Mastering: Joe Lambert |
| 2017 | Il ritornello                                                                 | 3:36      | Jacopo Matteo Luca D'Amico e Isabella Turso                                            | Jacopo Matteo Luca D'Amico | Variazioni                                                           | - Missaggio: Marco Zangirolami - Mastering: Joe Lambert |
| 2017 | Qualsiasi movimento faccia (variazione sul tema "l'amore è quell'intertempo") | 2:07      | Jacopo Matteo Luca D'Amico, Isabella Turso e Marco Zangirolami                         | Jacopo Matteo Luca D'Amico | Variazioni                                                           | - Missaggio: Marco Zangirolami - Mastering: Joe Lambert |
| 2017 | Dello stesso colore                                                           | 4:48      | Jacopo Matteo Luca D'Amico                                                             | Jacopo Matteo Luca D'Amico | Variazioni                                                           | - Missaggio: Marco Zangirolami - Mastering: Joe Lambert |
| 2017 | Un'altra cosa (variazione sul tema "bere una cosa")                           | 4:30      | Jacopo Matteo Luca D'Amico, Isabella Turso e Marco Zangirolami                         | Jacopo Matteo Luca D'Amico | Variazioni                                                           | - Missaggio: Marco Zangirolami - Mastering: Joe Lambert |
| 2017 | Il ritorno delle stelle (con Tedua, Rkomi e Izi)                              | 4:39      | Jacopo Matteo Luca D'Amico e Isabella Turso                                            | Jacopo Matteo Luca D'Amico, Diego Germini, Mirko Martorana e Mario Molinari                                                       | Variazioni                                                           | - Missaggio: Marco Zangirolami - Mastering: Joe Lambert |
| 2017 | L'aggettivo adatto (variazione sul tema "tra la noia e il walzer")            | 5:22      | Francesco Gaudesi e Isabella Turso                                                     | Jacopo Matteo Luca D'Amico | Variazioni                                                           | - Missaggio: Marco Zangirolami - Mastering: Joe Lambert |
| 2017 | Ama noi (Bariocochelbel Re-Work)                                              | 3:38      |                                                                                        | Jacopo Matteo Luca D'Amico | Variazioni (edizione digitale)                                       | — |
| 2018 | Animalier                                                                     | 3:12      | Francesco Barbaglia e Simone Benussi                                                   | Francesco Barbaglia, Jacopo Matteo Luca D'Amico, Daniele Lazzarin e Simone Benussi                                                | Crookers Mixtape 2 - Quello dopo, quello prima                       | — |
| 2018 | Dormi?                                                                        | 4:02      | Jacopo Matteo Luca D'Amico ed Emiliano Pepe                                            | Jacopo Matteo Luca D'Amico ed Emiliano Pepe                                                                                       | Ondagranda                                                           | — |
| 2018 | A Copacabana                                                                  | 3:50      | Jacopo Matteo Luca D'Amico ed Emiliano Pepe                                            | Jacopo Matteo Luca D'Amico ed Emiliano Pepe                                                                                       | Ondagranda                                                           | — |
| 2018 | Teppista!                                                                     | 2:37      | Jacopo Matteo Luca D'Amico ed Emiliano Pepe                                            | Jacopo Matteo Luca D'Amico ed Emiliano Pepe                                                                                       | Ondagranda                                                           | — |
| 2018 | Fotoshop                                                                      | 5:08      | Jacopo Matteo Luca D'Amico ed Emiliano Pepe                                            | Jacopo Matteo Luca D'Amico ed Emiliano Pepe                                                                                       | Ondagranda                                                           | — |
| 2019 | Perché non sali un attimo?                                                    | 3:39      | Jacopo Matteo Luca D'Amico ed Emiliano Pepe                                            | Jacopo Matteo Luca D'Amico ed Emiliano Pepe                                                                                       | Ondagranda                                                           | — |
| 2019 | Sposami (scusami)                                                             | 2:24      | Jacopo Matteo Luca D'Amico ed Emiliano Pepe                                            | Jacopo Matteo Luca D'Amico ed Emiliano Pepe                                                                                       | Ondagranda                                                           | — |
| 2019 | Canzone sensibile                                                             | 3:32      | Jacopo Matteo Luca D'Amico ed Emiliano Pepe                                            | Jacopo Matteo Luca D'Amico ed Emiliano Pepe                                                                                       | Ondagranda                                                           | — |
| 2019 | Anche secondo me                                                              | 3:51      | Jacopo Matteo Luca D'Amico ed Emiliano Pepe                                            | Jacopo Matteo Luca D'Amico ed Emiliano Pepe                                                                                       | Ondagranda                                                           | — |
| 2019 | Siamo sexy sexy                                                               | 3:04      | Jacopo Matteo Luca D'Amico ed Emiliano Pepe                                            | Jacopo Matteo Luca D'Amico ed Emiliano Pepe                                                                                       | Ondagranda                                                           | — |
| 2019 | Lo preferisco vaginale                                                        | 2:41      | Jacopo Matteo Luca D'Amico ed Emiliano Pepe                                            | Jacopo Matteo Luca D'Amico ed Emiliano Pepe                                                                                       | Ondagranda                                                           | — |
| 2019 | Ondagranda è il saluto che fa stare bene                                      | 2:10      | Jacopo Matteo Luca D'Amico ed Emiliano Pepe                                            | Jacopo Matteo Luca D'Amico ed Emiliano Pepe                                                                                       | Ondagranda                                                           | — |
| 2020 | La vocina nella testa                                                         | 3:15      | Jacopo Matteo Luca D'Amico                                                             | Jacopo Matteo Luca D'Amico | Bir Tawil                                                            | - Arrangiamenti: Dargen D'Amico e Marco Zangirolami - Produzione: Dargen D'Amico - Registrato: @ Lepark, Milano - Produzione: Dargen D'Amico - Missaggio: Marco Zangirolami @ Noize Studio, San Giuliano (MI) - Mastering: Sam John @ Precise Mastering Ltd, Hawick (UK) - Artwork a cura di Studio Cirasa, Milano |
| 2020 | Abbastanza                                                                    | 3:58      | Jacopo Matteo Luca D'Amico                                                             | Jacopo Matteo Luca D'Amico | Bir Tawil                                                            | - Arrangiamenti: Dargen D'Amico e Marco Zangirolami - Produzione: Dargen D'Amico - Registrato: @ Lepark, Milano - Produzione: Dargen D'Amico - Missaggio: Marco Zangirolami @ Noize Studio, San Giuliano (MI) - Mastering: Sam John @ Precise Mastering Ltd, Hawick (UK) - Artwork a cura di Studio Cirasa, Milano |
| 2020 | Pour toujours                                                                 | 4:00      | Christian Mazzocchi                                                                    | Chris Nolan, Jacopo Matteo Luca D'Amico, Ghali Amdouni e Mario Molinari                                                           | Vita vera mixtape                                                    | — |
| 2020 | Ma non era vero                                                               | 3:49      | Jacopo Matteo Luca D'Amico                                                             | Jacopo Matteo Luca D'Amico | Bir Tawil                                                            | - Arrangiamenti: Dargen D'Amico e Marco Zangirolami - Produzione: Dargen D'Amico - Registrato @ Lepark, Milano - Missaggio: Marco Zangirolami @ Noize Studio, San Giuliano (MI) - Mastering: Sam John @ Precise Mastering Ltd, Hawick (UK) - Artwork a cura di Studio Cirasa, Milano                               |
| 2020 | Roses (Imanbek Remix)                                                         | 3:17      | Lee Stashenko e Carlos St. John Phillips                                               | Lee Stashenko, Carlos St. John Phillips, Jacopo Matteo Luca D'Amico e Federico Leonardo Lucia                                     | /                                                                    | — |
| 2020 | Jacopo                                                                        | 2:40      | Jacopo Matteo Luca D'Amico                                                             | Jacopo Matteo Luca D'Amico | Bir Tawil                                                            | - Arrangiamenti: Dargen D'Amico e Marco Zangirolami - Produzione: Dargen D'Amico - Missaggio: Marco Zangirolami @ Noize Studio, San Giuliano (MI) - Mastering: Sam John @ Precise Mastering Ltd, Hawick (UK) - Artwork a cura di Studio Cirasa, Milano                                                             |
| 2020 | Monte                                                                         | 3:56      | Jacopo Matteo Luca D'Amico                                                             | Jacopo Matteo Luca D'Amico | Bir Tawil                                                            | - Arrangiamenti: Dargen D'Amico e Marco Zangirolami - Produzione: Dargen D'Amico - Missaggio: Marco Zangirolami @ Noize Studio, San Giuliano (MI) - Mastering: Sam John @ Precise Mastering Ltd, Hawick (UK) - Artwork a cura di Studio Cirasa, Milano                                                             |
| 2020 | Senza restare da soli                                                         | 4:07      | Jacopo Matteo Luca D'Amico                                                             | Jacopo Matteo Luca D'Amico | Bir Tawil                                                            | - Arrangiamenti: Dargen D'Amico e Marco Zangirolami - Produzione: Dargen D'Amico - Missaggio: Marco Zangirolami @ Noize Studio, San Giuliano (MI) - Mastering: Sam John @ Precise Mastering Ltd, Hawick (UK) - Artwork a cura di Studio Cirasa, Milano                                                             |
| 2020 | Due gemelli                                                                   | 3:23      | Jacopo Matteo Luca D'Amico                                                             | Jacopo Matteo Luca D'Amico | Bir Tawil                                                            | - Arrangiamenti: Dargen D'Amico e Marco Zangirolami - Produzione: Dargen D'Amico - Missaggio: Marco Zangirolami @ Noize Studio, San Giuliano (MI) - Mastering: Sam John @ Precise Mastering Ltd, Hawick (UK) - Artwork a cura di Studio Cirasa, Milano                                                             |
| 2020 | La danza samba                                                                | 5:03      | Jacopo Matteo Luca D'Amico                                                             | Jacopo Matteo Luca D'Amico | Bir Tawil                                                            | - Arrangiamenti: Dargen D'Amico e Marco Zangirolami - Produzione: Dargen D'Amico - Missaggio: Marco Zangirolami @ Noize Studio, San Giuliano (MI) - Mastering: Sam John @ Precise Mastering Ltd, Hawick (UK) - Artwork a cura di Studio Cirasa, Milano                                                             |
| 2020 | Dalla parte della legge                                                       | 5:26      | Jacopo Matteo Luca D'Amico                                                             | Jacopo Matteo Luca D'Amico | Bir Tawil                                                            | - Arrangiamenti: Dargen D'Amico e Marco Zangirolami - Produzione: Dargen D'Amico - Missaggio: Marco Zangirolami @ Noize Studio, San Giuliano (MI) - Mastering: Sam John @ Precise Mastering Ltd, Hawick (UK) - Artwork a cura di Studio Cirasa, Milano                                                             |
| 2020 | Boulevard Verona                                                              | 6:29      | Jacopo Matteo Luca D'Amico                                                             | Jacopo Matteo Luca D'Amico | Bir Tawil                                                            | - Arrangiamenti: Dargen D'Amico e Marco Zangirolami - Produzione: Dargen D'Amico - Missaggio: Marco Zangirolami @ Noize Studio, San Giuliano (MI) - Mastering: Sam John @ Precise Mastering Ltd, Hawick (UK) - Artwork a cura di Studio Cirasa, Milano                                                             |
| 2020 | Umanità                                                                       | 3:30      | Jacopo Matteo Luca D'Amico                                                             | Jacopo Matteo Luca D'Amico | Bir Tawil                                                            | - Arrangiamenti: Dargen D'Amico e Marco Zangirolami - Produzione: Dargen D'Amico - Missaggio: Marco Zangirolami @ Noize Studio, San Giuliano (MI) - Mastering: Sam John @ Precise Mastering Ltd, Hawick (UK) - Artwork a cura di Studio Cirasa, Milano                                                             |
| 2020 | La mamma del mio amico                                                        | 3:56      | Jacopo Matteo Luca D'Amico                                                             | Jacopo Matteo Luca D'Amico | Bir Tawil                                                            | - Arrangiamenti: Dargen D'Amico e Marco Zangirolami - Produzione: Dargen D'Amico - Missaggio: Marco Zangirolami @ Noize Studio, San Giuliano (MI) - Mastering: Sam John @ Precise Mastering Ltd, Hawick (UK) - Artwork a cura di Studio Cirasa, Milano                                                             |
| 2020 | Non sono più innamorato                                                       | 13:08     | Jacopo Matteo Luca D'Amico                                                             | Jacopo Matteo Luca D'Amico | Bir Tawil                                                            | - Arrangiamenti: Dargen D'Amico e Marco Zangirolami - Produzione: Dargen D'Amico - Missaggio: Marco Zangirolami @ Noize Studio, San Giuliano (MI) - Mastering: Sam John @ Precise Mastering Ltd, Hawick (UK) - Artwork a cura di Studio Cirasa, Milano                                                             |
| 2020 | Vedova                                                                        | 9:06      | Jacopo Matteo Luca D'Amico                                                             | Jacopo Matteo Luca D'Amico | Bir Tawil                                                            | - Arrangiamenti: Dargen D'Amico e Marco Zangirolami - Produzione: Dargen D'Amico - Missaggio: Marco Zangirolami @ Noize Studio, San Giuliano (MI) - Mastering: Sam John @ Precise Mastering Ltd, Hawick (UK) - Artwork a cura di Studio Cirasa, Milano                                                             |
| 2020 | Internet è un virus                                                           | 4:31      | Jacopo Matteo Luca D'Amico                                                             | Jacopo Matteo Luca D'Amico | Bir Tawil                                                            | - Arrangiamenti: Dargen D'Amico e Marco Zangirolami - Produzione: Dargen D'Amico - Missaggio: Marco Zangirolami @ Noize Studio, San Giuliano (MI) - Mastering: Sam John @ Precise Mastering Ltd, Hawick (UK) - Artwork a cura di Studio Cirasa, Milano                                                             |
| 2021 | Katì                                                                          | 3:05      | Jacopo Matteo Luca D'Amico e Gianluigi Fazio                                           | Jacopo Matteo Luca D'Amico | Nei sogni nessuno è monogamo                                         | Missaggio e mastering: Emyk |
| 2021 | Liberi e schiavi                                                              | 4:22      | Alessandro Cirulli                                                                     | Alessandro Cirulli, Jacopo Matteo Luca D'Amico e Simone Cali Davanzo                                                              | Paura e Liberazione (EP)                                             | — |
| 2021 | Vecchio                                                                       | 3:00      | Michele Zocca, Davide Simonetta e Jacopo Matteo Luca D'Amico                           | Jacopo Matteo Luca D'Amico, Davide Simonetta, Paolo Antonacci, Federico Leonardo Lucia e Michele Zocca                            | Disumano                                                             | — |
| 2021 | La cassa spinge 2021                                                          | 2:17      | Francesco Barbaglia e Jacopo Matteo Luca D'Amico                                       | Dario Pigato, Federico Leonardo Lucia, Myss Keta, Francesco Barbaglia, Jacopo Matteo Luca D'Amico, Sandra Scica, Stefano Riva     | Disumano                                                             | — |
| 2022 | Maleducata                                                                    | 2:45      | Diego Vincenzo Vettraino                                                               | Jacopo Matteo Luca D'Amico e Mirko Martorana                                                                                      | Taxi Driver +                                                        | — |
| 2022 | Dove si balla                                                                 | 3:18      | Jacopo Matteo Luca D'Amico, Edwyn Roberts, Gianluigi Fazio e Andrea Bonomo             | Jacopo Matteo Luca D'Amico, Edwyn Roberts e Gianluigi Fazio                                                                       | Nei sogni nessuno è monogamo                                         | - Edizioni musicali: Giada Mesi, Music Union - Produzione e arrangiamento: D/\N/\ ed Edwyn Roberts - Registrato da D/\N/\ @ Karmadillo Studio (Paderno Dugnano - MI) - Missaggio e mastering: Luigi Barone aka Gigi Barocco - In gara al Festival di Sanremo 2022                                                  |
| 2022 | La Bambola                                                                    | 3:07      | Ruggero Cini e Bruno Zambrini                                                          | Franco Migliacci | Nei sogni nessuno è monogamo                                         | Missaggio e mastering: Luigi Barone aka Gigi Barocco |
| 2022 | Patatine                                                                      | 3:07      | Jacopo Matteo Luca D'Amico e Davide Simonetta                                          | Jacopo Matteo Luca D'Amico e Davide Simonetta                                                                                     | Nei sogni nessuno è monogamo                                         | Missaggio e mastering: Luigi Barone aka Gigi Barocco |
| 2022 | Sei Cannibale Ma Non Sei Cattiva                                              | 3:05      | Jacopo Matteo Luca D'Amico                                                             | Jacopo Matteo Luca D'Amico | Nei sogni nessuno è monogamo                                         | - Produzione e arrangiamento: Dargen D'Amico e Marco Zangirolami - Missaggio e mastering: Luigi Barone aka Gigi Barocco |
| 2022 | Gaza                                                                          | 2:58      | Jacopo Matteo Luca D'Amico                                                             | Jacopo Matteo Luca D'Amico | Nei sogni nessuno è monogamo                                         | - Produzione e arrangiamento: Dargen D'Amico e Marco Zangirolami - Missaggio e mastering: Luigi Barone aka Gigi Barocco |
| 2022 | Ma Noi                                                                        | 3:53      | Jacopo Matteo Luca D'Amico e Davide Simonetta                                          | Jacopo Matteo Luca D'Amico | Nei sogni nessuno è monogamo                                         | Missaggio e mastering: Luigi Barone aka Gigi Barocco |
| 2022 | Una Setta                                                                     | 2:42      | Marco Zangirolami e Jacopo Matteo Luca D'Amico                                         | Jacopo Matteo Luca D'Amico | Nei sogni nessuno è monogamo                                         | Missaggio e mastering: Luigi Barone aka Gigi Barocco |
| 2022 | Ustica                                                                        | 3:09      | Jacopo Matteo Luca D'Amico, Edwyn Roberts e Gianluigi Fazio                            | Jacopo Matteo Luca D'Amico | Nei sogni nessuno è monogamo                                         | Missaggio e mastering: Luigi Barone aka Gigi Barocco |
| 2022 | Sangue Amaro                                                                  | 3:26      | Gianluigi Fazio ed Edwyn Roberts                                                       | Jacopo Matteo Luca D'Amico | Nei sogni nessuno è monogamo                                         | - Produzione e arrangiamento: D/\N/\ ed Edwyn Roberts - Missaggio e mastering: Luigi Barone aka Gigi Barocco |
| 2022 | La Benzina Sapeva Di Tappo                                                    | 2:30      | Marco Zangirolami e Jacopo Matteo Luca D'Amico                                         | Jacopo Matteo Luca D'Amico | Nei sogni nessuno è monogamo                                         | - Edizioni musicali: Giada Mesi - Chitarre: Rufio - Registrato da Dargen D'Amico @ Lepark (Milano) - Missaggio e mastering: Luigi Barone aka Gigi Barocco |
| 2022 | Nei Sogni Nessuno è Monogamo                                                  | 2:06      | Jacopo Matteo Luca D'Amico, Edwyn Roberts e Gianluigi Fazio                            | Jacopo Matteo Luca D'Amico | Nei sogni nessuno è monogamo                                         | - Produzione e arrangiamento: D/\N/\ ed Edwyn Roberts - Cori: Edwyn Roberts e Gianluigi Fazio - Missaggio e mastering: Luigi Barone aka Gigi Barocco |
| 2022 | L'orgia di M.G.                                                               | 2:17      | Francesco Barbaglia                                                                    | Dario Pigato, Francesco Barbaglia, Jacopo Matteo Luca D'Amico, Myss Keta e Stefano Riva                                           | Club Topperia                                                        | — |
| 2022 | Ubriaco di te                                                                 | 3:42      | Edwyn Roberts e Gianluigi Fazio                                                        | Jacopo Matteo Luca D'Amico, Edwyn Roberts e Gianluigi Fazio                                                                       | Nei sogni nessuno è monogamo (riedizione digitale)                   | — |
| 2023 | Lo Dovevi Fare Con Me                                                         | 3:15      | Marco Ferrario e Alessandro Cianci                                                     | Alessandro Cianci, Corrado Grilli, Jacopo Matteo Luca D'Amico, Luca Zambelli e Marco Ferrario                                     | Stupido Amore                                                        | — |
| 2023 | Pelle D'Oca                                                                   | 2:44      | Jacopo Matteo Luca D'Amico, Edwyn Roberts e Gianluigi Fazio                            | Jacopo Matteo Luca D'Amico, Edwyn Roberts e Gianluigi Fazio                                                                       | Ciao America                                                         | — |
| 2023 | Turbolenze                                                                    | 2:51      | Carlo Luigi Coraggio                                                                   | Carlo Luigi Coraggio e Jacopo Matteo Luca D'Amico                                                                                 | Migrazione                                                           | — |
| 2024 | Metà Di Qualcosa (feat. Rkomi, Vincenzo Fasano)                               | 3:25      |                                                                                        | | Ciao America                                                         | — |
| 2024 | Complicarti La Vita (feat. Guè, Beatrice Quinta)                              | 3:06      |                                                                                        | | Ciao America                                                         | — |
| 2024 | Energia Electronica                                                           | 2:49      |                                                                                        | | Ciao America                                                         | — |
| 2024 | 6 Di Sera                                                                     | 4:05      |                                                                                        | | Ciao America                                                         | — |
| 2024 | La Chiave                                                                     | 3:33      |                                                                                        | | Ciao America                                                         | — |
| 2024 | La Goccia                                                                     | 4:02      |                                                                                        | | Ciao America                                                         | — |
| 2024 | Check-In                                                                      | 3:52      |                                                                                        | | Ciao America                                                         | — |
| 2024 | 1000 Persone                                                                  | 3:50      |                                                                                        | | Ciao America                                                         | — |
| 2024 | Patto Di Fango                                                                | 3:14      |                                                                                        | | Ciao America                                                         | — |
| 2024 | 1/2 Kilo                                                                      | 2:44      |                                                                                        | | Ciao America                                                         | — |
| 2024 | Vita X Sempre                                                                 | 3:50      |                                                                                        | | Ciao America                                                         | — |
| 2024 | Onda alta                                                                     | 3:34      |                                                                                        | | Ciao America                                                         | In gara al Festival di Sanremo 2024 |
| 2024 | Cinema spento (Ana Mena feat. Dargen D'Amico)                                 | 3:22      | Alessandro Pulga e Stefano Tognini                                                     | Davide Petrella, Ana Mena Rojas e Jacopo Matteo Luca D'Amico                                                                      | /                                                                    | Produzione: Zef e Marz |
| 2025 | Nullatenente (feat. Massimo Pericolo e Jake La Furia)                         | 3:38      | Jacopo Matteo Luca D'Amico                                                             | Gianluigi Fazio, Jacopo Matteo Luca D'Amico, Stefano Marletta, Alessandro Vanetti e Francesco Vigorelli                           | /                                                                    | Produzione: Gabry Ponte, Edwyn Roberts e Gianluigi Fazio |
| 2025 | Centri Commerciali                                                            | 2:37      | Edwyn Clark Roberts e Pietro Bagni                                                     | Jacopo Matteo Luca D'Amico | /                                                                    | Produzione: Vago XVII |